# Doug Shedden
Douglas Arthur „Doug“ Shedden (* 29. April 1961 in Wallaceburg, Ontario) ist ein ehemaliger kanadischer Eishockeyspieler und derzeitiger -trainer, der zuletzt bis Februar 2025 bei den Iserlohn Roosters aus der Deutschen Eishockey Liga (DEL) unter Vertrag gestanden hat. Im Verlauf seiner aktiven Karriere zwischen 1977 und 1993 absolvierte er unter anderem 416 Spiele für die Pittsburgh Penguins, Detroit Red Wings, Nordiques de Québec und Toronto Maple Leafs in der National Hockey League (NHL) auf der Position des Centers. Als Trainer war er zudem unter anderem für den EV Zug und HC Lugano in der National League A sowie für den ERC Ingolstadt aktiv.

## Spielerlaufbahn
Doug Shedden begann seine Laufbahn Ende der 1970er Jahre in der Juniorenliga der Ontario Hockey Association bei den Kitchener Rangers, Hamilton Fincups und Soo Greyhounds. Beim NHL Entry Draft 1980 wurde er in der fünften Runde von den Pittsburgh Penguins ausgewählt, für die er ab 1981 in der National Hockey League (NHL) aktiv war. In der Saison 1982/83 war er Topscorer der Penguins, bei denen er insgesamt knapp fünf Spielzeiten verbrachte. Ab 1984 spielte er als Flügelstürmer in einer Reihe mit Mario Lemieux.
Im März 1986 wurde Shedden im Austausch mit Ron Duguay zu den Detroit Red Wings transferiert, bei denen er an der Seite von Steve Yzerman spielte. Der Klub gaben ihn in der Saison 1986/87 an die Adirondack Red Wings, das Farmteam in der American Hockey League (AHL) ab, bevor er gemeinsam mit John Ogrodnick und Basil McRae gegen Brent Ashton, Mark Kumpel und Gilbert Delorme von den Nordiques de Québec getauscht wurde. Doch auch dort kam er kaum noch in der NHL zum Einsatz. Letzte Station in der besten Liga der Welt waren ab 1988 die Toronto Maple Leafs, die ihn zwei Jahre lang fast ausschließlich bei den Newmarket Saints in der AHL aufliefen lassen, ehe er in der Saison 1990/91 nochmals 23 NHL-Spiele absolvierte.
In der Saison 1991/92 stand Shedden zunächst beim HC Bozen in Südtirol und dann beim HC Davos in der Schweiz unter Vertrag. Bei Muskegon Fury in der Colonial Hockey League (CoHL) ließ er seine Karriere in der Spielzeit 1992/93 ausklingen.

## Trainerlaufbahn
Shedden wurde im Laufe der Saison 1992/93 zum Cheftrainer von Wichita Thunder in der Central Hockey League (CHL) ernannt. Innerhalb seiner dreijährigen Amtszeit gewann die Mannschaft zweimal die CHL-Meisterschaft, in der Saison 1993/94 wurde er als Trainer des Jahres in der CHL ausgezeichnet. Nach vier Jahren als Cheftrainer bei den Louisiana IceGators in der East Coast Hockey League (ECHL) und einer Saison bei den Flint Generals in der United Hockey League (UHL) samt Titelgewinn übernahm Shedden im Jahr 2000 erneute einen CHL-Verein, die Memphis RiverKings, und führte sie dreimal ins Finale sowie 2002 und 2003 zum Titelgewinn. Zwischen 2003 und 2005 leitete er die St. John’s Maple Leafs als Cheftrainer, also das damalige AHL-Farmteam der Toronto Maple Leafs.
2005 entschied er sich zum Schritt nach Europa, wurde zunächst Trainer beim finnischen Erstligisten Helsingfors IFK, um zur Saison 2006/07 den Staffel- und Stadtkonkurrenten Jokerit zu übernehmen. 2007 erreichte Jokerit unter Sheddens Leitung das Finale der SM-liiga, zudem wurde ihm die Aufgabe übergeben, die finnische Nationalmannschaft bei der Weltmeisterschaft 2008 als Cheftrainer zu betreuen. Er führte Finnland zur Bronzemedaille.
Zwischen 2008 und 2014 war Shedden Cheftrainer beim EV Zug in der Schweizer National League A (NLA). Fünfmal in Folge erreichte er mit dem EVZ das Halbfinale der Playoffrunde. In der Saison 2013/14 verpasste man den Einzug in die Playoffs, Shedden wurde daraufhin im März 2014 entlassen. Ab 2009 war er mehrfach in den Trainerstab des Teams Canada für den Spengler Cup berufen worden: Erst war er Assistent, 2012 und 2013 wirkte er als Cheftrainer und führte die Kanadier 2012 zum Sieg beim Traditionsturnier. Bei der Weltmeisterschaft 2013 war er Co-Trainer der kanadischen Nationalmannschaft.
Im Oktober 2014 wurde Shedden von KHL Medveščak Zagreb aus der Kontinental Hockey League (KHL) als Cheftrainer eingestellt. Er betreute die Mannschaft bis zum Saisonende. Ende Oktober 2015 übernahm er den Cheftrainerposten beim Schweizer NLA-Vertreter HC Lugano. Er führte Lugano im Dezember 2015 ins Endspiel des Spengler Cups, dort verlor seine Mannschaft aber gegen die kanadische Auswahl. Auch die Finalserie um die Schweizer Meisterschaft im Frühjahr 2016 verlor man. Im Dezember 2016 gelang es Shedden erneut, den HC ins Final des Spengler Cups zu führen, abermals unterlag man Kanada. Am 16. Januar 2017 wurde er in Lugano entlassen, zum Zeitpunkt der Trennung war die Mannschaft Tabellenachter der NLA.
Kurz vor Weihnachten 2017 wurde Shedden als Cheftrainer des ERC Ingolstadt aus der Deutschen Eishockey Liga (DEL) eingestellt und blieb in dieser Position bis April 2022. Im November 2022 trat er das Traineramt beim HC 05 Banská Bystrica in der Slowakei an. Im November 2023 ließ er seinen Vertrag auflösen und unterschrieb stattdessen bei den Iserlohn Roosters in der DEL. Im Februar 2025 wurde er entlassen.

## Erfolge und Auszeichnungen
| - 1994: Ray-Miron-President’s-Cup-Gewinn mit den Wichita Thunder - 1995: Ray-Miron-President’s-Cup-Gewinn mit den Wichita Thunder - 1994: Commissioner’s Trophy - 2000: Colonial-Cup-Gewinn mit den Flint Generals | - 2002: Ray-Miron-President’s-Cup-Gewinn mit den Memphis RiverKings - 2003: Ray-Miron-President’s-Cup-Gewinn mit den Memphis RiverKings - 2008: Bronzemedaille bei der Weltmeisterschaft 2008 mit der finnischen Nationalmannschaft - 2012: Spengler-Cup-Gewinn mit dem Team Canada |

## Karrierestatistik
(Legende zur Spielerstatistik: Sp oder GP = absolvierte Spiele; T oder G = erzielte Tore; V oder A = erzielte Assists; Pkt oder Pts = erzielte Scorerpunkte; SM oder PIM = erhaltene Strafminuten; +/− = Plus/Minus-Bilanz; PP = erzielte Überzahltore; SH = erzielte Unterzahltore; GW = erzielte Siegtore; 1 Play-downs/Relegation; Kursiv: Statistik nicht vollständig)